# Carga (medida)
La carga es una unidad de medida de volumen equivalente a  4 fanegas. En Castilla, equivalía a aproximadamente a 48 celemines. Media carga hacía 24 celemines (unos 85-90 kg o un saco). La medida real cambia según regiones o, incluso, localidades.
También era utilizada como medida de superficie; una carga de tierra era aproximadamente la superficie que producía lo que actualmente es un saco de 85 kg de cereal.